# Stadio Padre Ernesto Martearena
Lo stadio Padre Ernesto Martearena è uno stadio multiuso della città argentina di Salta.
Costruito nel 2001 in occasione del Campionato mondiale di calcio Under-20, ha ospitato due incontri del gruppo B Copa América 2011.
È lo stadio delle partite casalinghe del locale club della Juventud Antoniana.
Pur essendo utilizzato per lo più per il calcio, ha ospitato due partite della nazionale argentina di rugby, nel 2005 contro l'Italia e nel 2009 contro l'Inghilterra, ambedue vinte dai Pumas.